# Coremacera obscuripennis
Coremacera obscuripennis är en tvåvingeart som först beskrevs av Friedrich Hermann Loew 1845.  Coremacera obscuripennis ingår i släktet Coremacera och familjen kärrflugor. Inga underarter finns listade i Catalogue of Life.